# Fontaines (Vendée)
Fontaineskorábbi község Franciaország Loire mente régiójában, Vendée megyében. 2016. január 1-jén Doix korábbi községgel egyesült és az így létrejött Doix lès Fontaines új község része lett.
Lakosainak száma 756 fő (2018. január 1.). Fontaines Chaix, Doix-lès-Fontaines, Fontenay-le-Comte, Montreuil, Saint-Martin-de-Fraigneau és Saint-Pierre-le-Vieux községekkel határos.

## Népesség
A település népességének változása:
| Lakosok száma | 704  | 650  | 695  | 808  | 856  | 815  | 782  | 769  | 758  | 756  |
|               | 1962 | 1968 | 1975 | 1982 | 1990 | 2008 | 2013 | 2015 | 2017 | 2018 |